# Erfurter Bank
Die Erfurter Bank eG war eine Genossenschaftsbank mit Sitz in der thüringischen Landeshauptstadt Erfurt. Im Jahre 2021 fusionierte die Bank mit der vr bank Südthüringen eG zur Volksbank Thüringen Mitte eG mit Sitz in Erfurt.

## Geschichte
| Datum              | Ereignis                                                                                       |
| ------------------ | ---------------------------------------------------------------------------------------------- |
| 13. September 1860 | Gründung des Vorschußverein zu Stadtilm eG mit unbeschränkter Haftung                          |
| 13. Januar 1913    | Umfirmierung in Erfurter Gewerbebank e.G.m.b.H.                                                |
| 1941               | Umfirmierung in Volksbank e.G.m.b.H.                                                           |
| 1943               | Fusion mit der Bank für Haus- und Grundbesitz e.G.m.b.H.                                       |
| 27. März 1946      | Umfirmierung in Bank für Haus- und Grundbesitz e.G.m.b.H.                                      |
| 1952               | Fusion mit der Bank für Haus- und Grundbesitz e.G.m.b.H. Vieselbach                            |
| 1. Januar 1965     | Übernahme der Nebenstelle Neudietendorf von der Bank für Handwerk und Gewerbe e.G.m.b.H. Gotha |
| 1970               | Umfirmierung in Genossenschaftsbank für Handwerk und Gewerbe Erfurt                            |
| 1973               | Fusion mit den Genossenschaftsbanken für Handwerk und Gewerbe Stadtilm und Gräfenroda          |
| 13. Mai 1974       | Umfirmierung in Genossenschaftskasse für Handwerk und Gewerbe der DDR                          |
| 20. Juli 1990      | Umfirmierung in Volksbank Erfurt eG                                                            |
| 14. Juni 2005      | Verschmelzung mit der Erfurter Bank eG Raiffeisenbank zur Erfurter Bank eG                     |

## Geschäftsgebiet

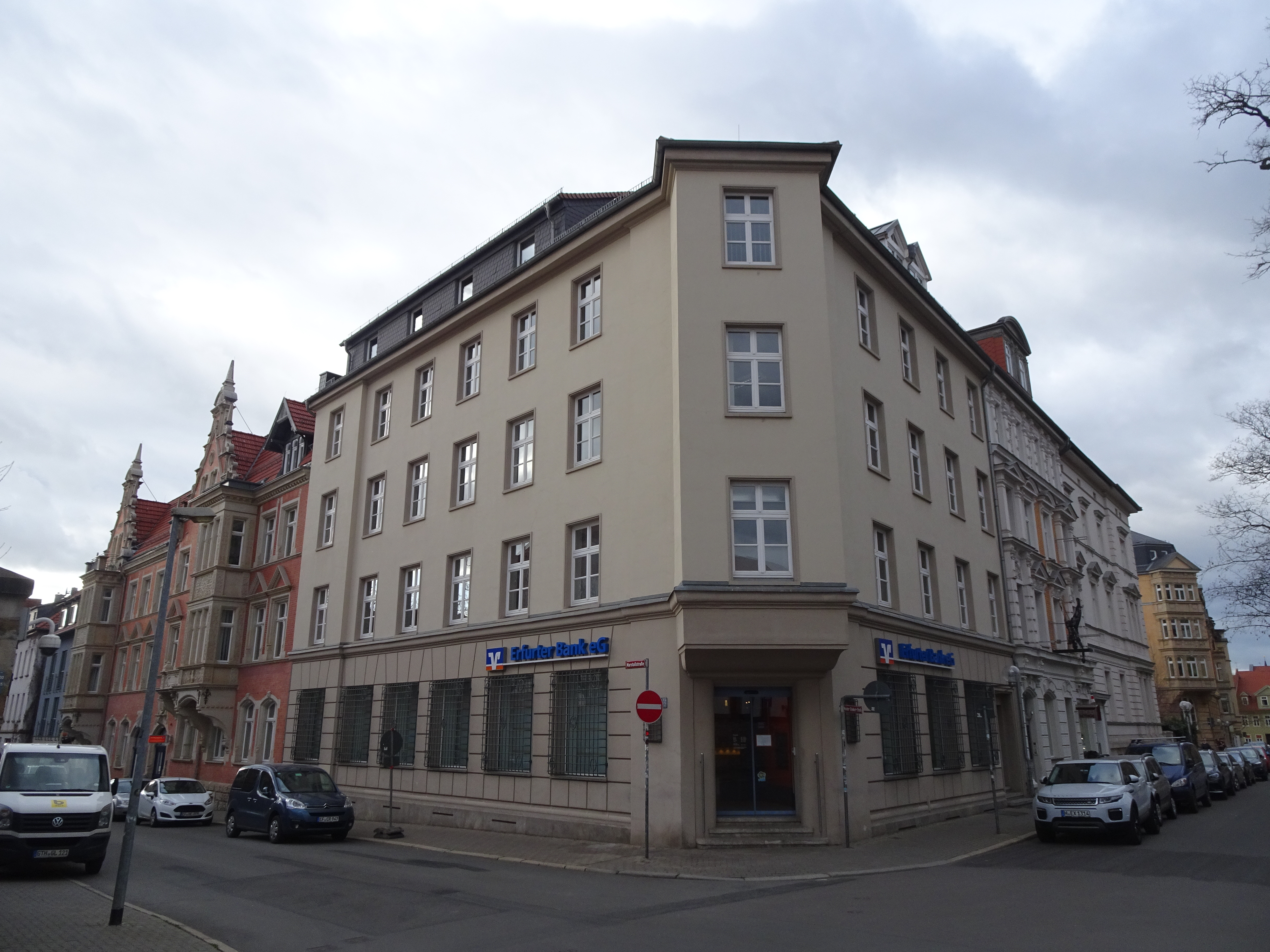
Hauptstelle Marstallstraße, Ecke Meister-Eckehart-Straße

Die Erfurter Bank war mit 8 Filialen und weiteren 8 SB-Standorten an insgesamt 16 Standorten im Gebiet um Erfurt und Arnstadt vertreten.
| Arnstadt                       | Bahnhofstraße 14                         | SB-Standort |
| Arnstadt                       | Alexisweg 2                              | Filiale     |
| Arnstadt                       | Stadtilmer Straße 100 (Ilm-Kreis-Center) | SB-Standort |
| Elxleben an der Gera           | Gerhart-Hauptmann-Straße 1               | Filiale     |
| Erfurt                         |                                          |             |
| Bahnhofstraße 45               | Filiale                                  |             |
| Domplatz 19                    | SB-Standort                              |             |
| Ernst-Neufert-Weg 1            | Filiale                                  |             |
| Gothaer Straße 67 (REAL-Markt) | SB-Standort                              |             |
| Magdeburger Allee 91           | Filiale                                  |             |
| Meister-Eckehart-Straße 3      | Hauptstelle                              |             |
| Thüringen-Park                 | SB-Standort                              |             |
| Ichtershausen                  | Wachsenburgstraße (tegut-Markt)          | SB-Standort |
| Mittelhausen                   | Erfurter-Straße 72 (Globus)              | SB-Standort |
| Neudietendorf                  | Zinzendorfstraße 8                       | Filiale     |
| Stadtilm                       | Markt 11                                 | Filiale     |
| Weimar                         | Humboldt-Straße 90 (Kaufland)            | SB-Standort |

## Aus- und Weiterbildung
Die Erfurter Bank eG war ein anerkannter Ausbildungsbetrieb und bildete Auszubildende zum/zur Bankkaufmann/Bankkauffrau aus. Darüber hinaus war die Erfurter Bank auch Ausbildungsbetrieb für BA-Studenten.